# Reymundo Williams
Reymundo Enrique Williams Araúz (Panamá, 7 de enero de 2004) es un futbolista panameño que juega como delantero en el Portimonense SC de la Primera División de Portugal.

## Trayectoria

### Costa del Este FC
Se formó en las categorías inferiores del Costa del Este FC y su debut profesional en la Primera División de Panamá fue el 7 de noviembre de 2020 en la victoria 3 a 0 contra el CD Universitario en donde fue suplente y entró al minuto 14 por el lesionado Josué Luna. En el Torneo Clausura 2020 jugó 4 partidos y anotó 1 gol, llegando hasta las semifinales.

### SC Lusitânia
El 14 de marzo de 2022 fue anunciado como nuevo jugador del SC Lusitânia. Comenzó jugando con el juvenil sub-19 y el 1 de julio de 2022 fue subido al primer equipo para jugar la Primera División Distrital de Portugal. En la Copa de Portugal 2022-23 jugó 1 partido y anotó 1 gol quedándose en la primera ronda.

### Portimonense SC
El 26 de junio de 2023 fue anunciado como nuevo jugador del Portimonense SC. Firmó un contrato hasta el 30 de junio de 2026 con una cláusula de 40 millones de euros, comenzó a jugar con el equipo sub-23. Debutó con el equipo sub-23 el 29 de agosto de 2023 en la derrota 4 a 2 contra el equipo sub-23 del Estoril Praia en el Estadio do Sport União Sintrense en donde fue titular y jugó todo el partido anotando el segundo gol de su equipo.

## Selección nacional

### Categorías inferiores
Fue convocado por la selección sub-17 de Panamá para el Campeonato Sub-17 de la Concacaf de 2019 en donde jugó 5 partidos y anotó 1 gol llegando hasta los cuartos de final. Fue convocado por la selección sub-20 de Panamá para el Campeonato Sub-20 de la Concacaf de 2022, en donde jugó 1 partido, llegando hasta los cuartos de final.

### Participaciones en selección nacional
| Copa                   | Categoría | Sede           | Resultado        | Partidos | Goles |
| ---------------------- | --------- | -------------- | ---------------- | -------- | ----- |
| Campeonato Sub-17 2019 | Sub-17    | Estados Unidos | Cuartos de final | 5        | 1     |
| Campeonato Sub-20 2022 | Sub-20    | Honduras       | Cuartos de final | 1        | 0     |

## Clubes
| Club              | País     | Año         |
| ----------------- | -------- | ----------- |
| Costa del Este FC | Panamá   | 2019 - 2022 |
| SC Lusitânia      | Portugal | 2022 - 2023 |
| Portimonense SC   | Portugal | 2023 - Act. |